# Bulevar oslobođenja (Bělehrad)
Bulevar oslobođenja (doslova v češtině Třída osvobození) je ulice, která se nachází v hlavním městě Srbska, Bělehradu. Spojuje náměstí Slavija jižně od středu města přes místní část Vračar s Chrámem svatého Sávy a dále křižovatkou Autokomanda s místní částí Banjica. Jedná se o rušnou a velmi dlouhou třídu, která je vedena v severo-jižní části. 
V úseku od náměstí Slavija až po křižovatku Autokomanda je doplněna i tramvajovým pásem. V jižní části ulice se nachází platanová alej.
V dobách existence socialistické Jugoslávie se jmenoval Bulevar Jugoslovenske narodne armije (JNA).

## Významné objekty
- Katićevo náměstí (srbsky Katićev skver)
- Park Milutina Milutinoviće
- Vračarská plošina s budovou národní knihovny a Chrámu svatého Sávy
- Karađorđův park a stejnojmenné nádraží.
- Budova autoservisu FIAT
- Fakulta veterinárního lékařství
- Autokomanda
- Stadion Crvené Zvezdy
- Velvyslanectví Bosny a Hercegoviny
- Byfordův park
- Hotel M
- sídliště Banjica